# Позначення артилерії Великої Британії
З 19 століття приблизно до кінця Другої світової Велика Британія використовувала власну систему позначень артилерії. Після ДСВ відбувся перехід на системи позначень з літерами L та N, наприклад, як гармата L7.
Зокрема, в цій системі позначаються такі відомі гармати як QF 17-pounder та BL 15-inch Mk I.

## Опис
Британські гармати Першої та Другої світової зазвичай мали назви вигляду тип гармати – характеризація потужності – вага гармати – модифікація, останні два необов'язкові. Таким чином, назва QF 12-pdr 18 cwt Mark I означала, що мається на увазі швидкострільна (англ. quick firing, QF) гармата з вагою снаряда 12 фунтів, вагою гармати 18 гандредвейтів, перша модифікація.

### Тип гармати
- ML (англ. Muzzle Loading — дульне заряджання) в 19 ст. контрастувався з затворними BL. З появою мінометів, які зазвичай є дульнозарядними, це позначення відродилось для них (напр. ML 3-inch)[1][2].
- BL (англ. Breech Loading — затворне заряджання) в 19 ст. контрастувався з дульнозарядними ML, а з виходом таких гармат з ужитку на початку 20 століття став означати гармати з поршневим затвором та картузним заряджанням на противагу швидкострільним гільзовим гарматам QF[2][1][3].
- QF (англ. Quick Firing — швидкострільна) означав гармати з клиновим затвором та гільзовими боєприпасами, які мали більшу швидкострільність, ніж картузні BL-гармати. Сюди також входили й автоматичні гармати[2][1][3].

Раніше в 19 ст. також використовувались позначення RML (англ. Rifled Muzzle Loading — нарізна з дульним заряджанням) та RBL (англ. Rifled Breech Loading — нарізна з затворним заряджанням), але з виходу гладкоствольних гармат з ужитку в 19 ст., ці позначення втратили актуальність.

### Потужність
Характеризація потужності загалом була пов'язана з калібром, що вказувався в дюймах (-inch; 1 дм = 2,54 см), рідше в міліметрах (mm) чи фунтах (…-pounder або скорочено …-pdr; 1 фн = 0,45 кг) на позначення ваги снаряда. Позначення ваги в фунтах переважно стосувалось гармат меншого калібру (до 127 мм) та встановлювало доволі точну відповідність з калібром:
- 2-pdr — 40 мм
- 3-pdr — 47 мм
- 6-pdr — 57 мм
- 17-pdr — 76,2 мм (3 дюйми)
- 25-pdr — 87,6 мм
- 60-pdr — 127 мм (5 дюймів)

### Інше
Вага гармати разом з установкою (cwt відповідає вазі в гандредвейтах; 1 cwt = 50,8 кг) могла додаватись для розрізнення однакових за типом і потужністю гармат (QF 12-pounder 18 cwt та QF 12-pounder 8 cwt), а індекс — для вказання конкретної модифікації однієї (зазвичай) гармати (QF 25-pounder Mark I, Mark IV). В 19 ст. вага деяких важких гармат позначалась в довгих тоннах, як RML 12-inch 35-ton.
Також в назвах гармати можна зустріти слово Ordnance (англ. ordnance — 1. гармата; 2. логістика, обладнання; не плутати з назвою підприємства Royal Ordnance) або його скорочення O, Ord. абощо. Це історичне позначення гармати у складі установки. Наприклад, OQF 40 mm Mark IX означає 40-мм гармату Bofors, закріплену в установці Mark V.

## Приклади
- ML 3-inch («дульнозарядна, 3-дюймова») — 81-мм міномет
- QF 3-inch 20 cwt («швидкострільна, 3-дюймова, вагою 20 гандредвейтів») — 76,2-мм зенітна гармата
- QF 75 mm[en] («швидкострільна, 75-міліметрова») — 75-мм танкова гармата
- QF 17-pdr («швидкострільна, 17-фунтова») — танкова (Mark II—VII) та протитанкова гармата (Mark I)
- RML 12-inch 35-ton[en] («нарізна дульнозарядна, 12-дюймова, вагою 35 довгих тонн») — 304,8-мм корабельна гармата
- BL 15-inch Mk I («казнозарядна (картузна) 15-дюймова, модифікації №1») — 381-мм корабельна гармата